# Catedral de Besanzón
La catedral de San Juan de Besanzón es una iglesia, una basílica y catedral carolingia, con partes románicas, góticas y barrocas, construida originalmente por el emperador Carlomagno en el siglo IX y reconstruida en los siglos XII y XVIII, bajo el patrocinio del Apóstol Santo de Cristo, San Juan Evangelista. Es la sede de la Arquidiócesis de Besanzón.

## Galería de imágenes

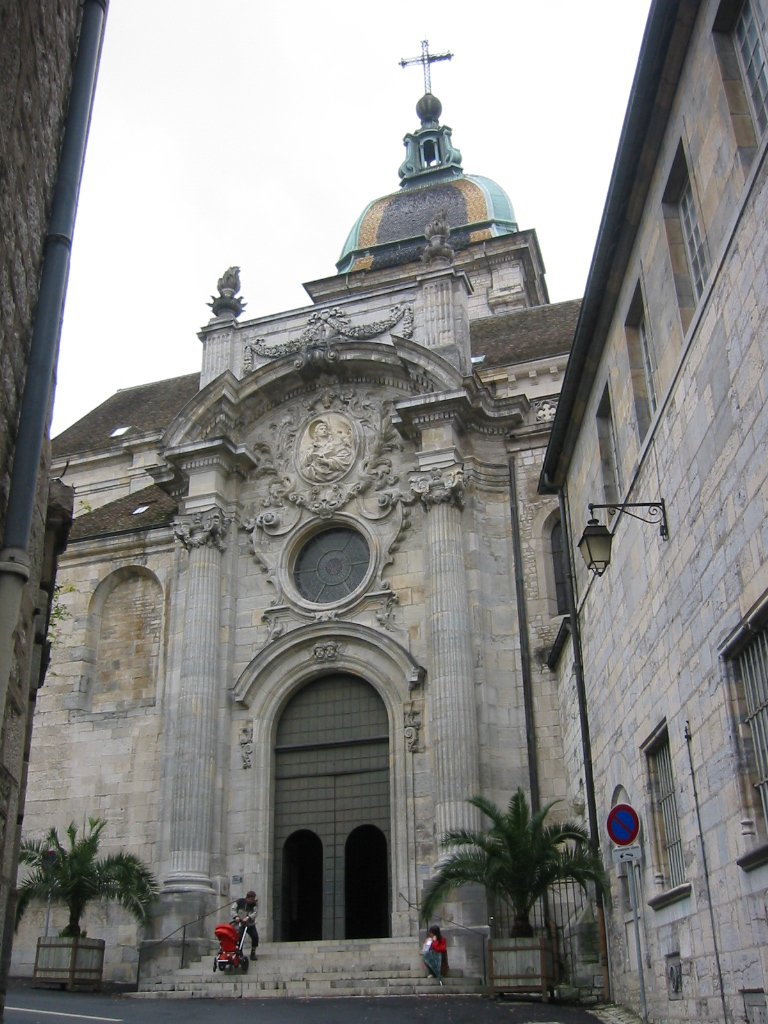
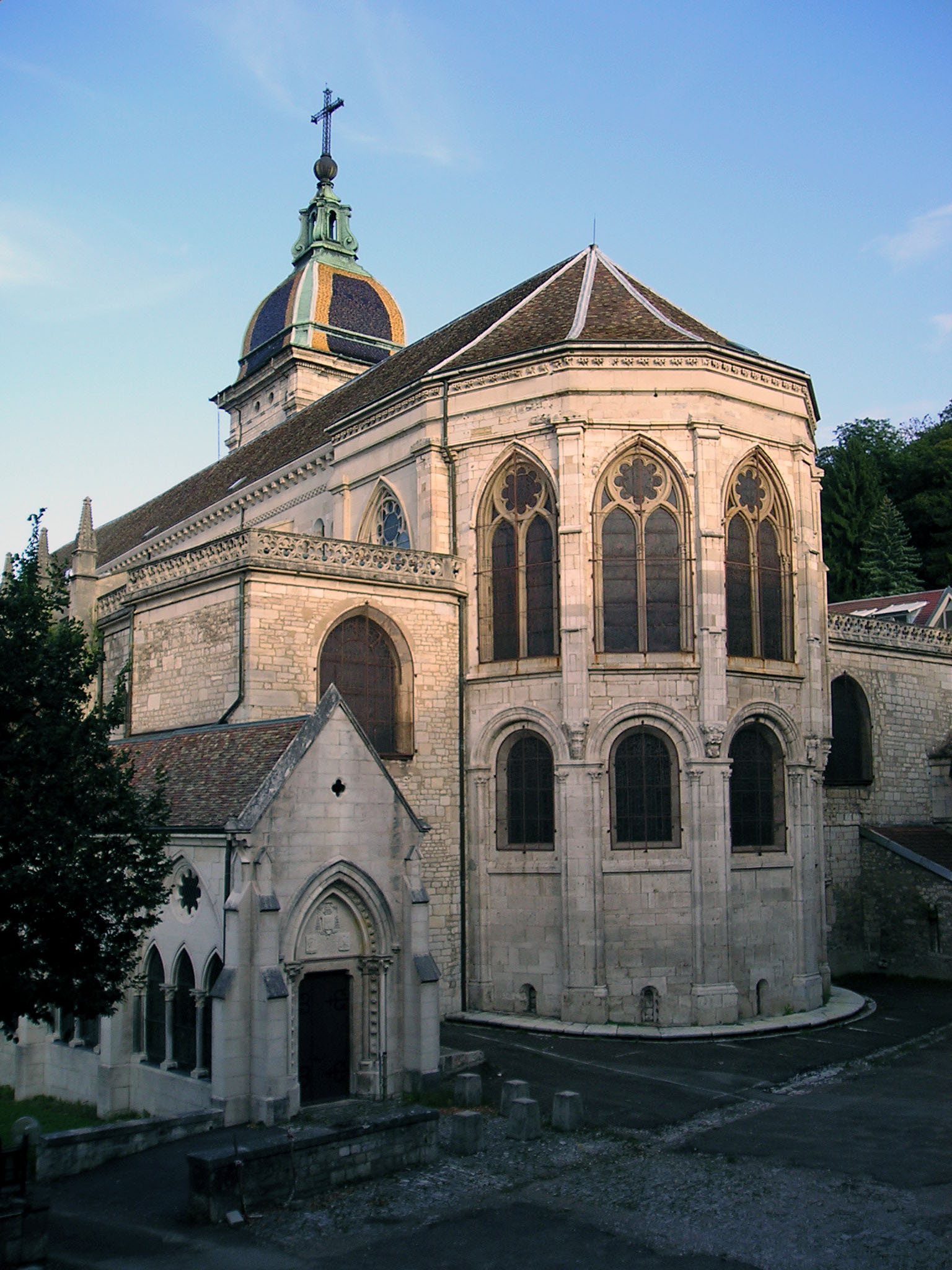
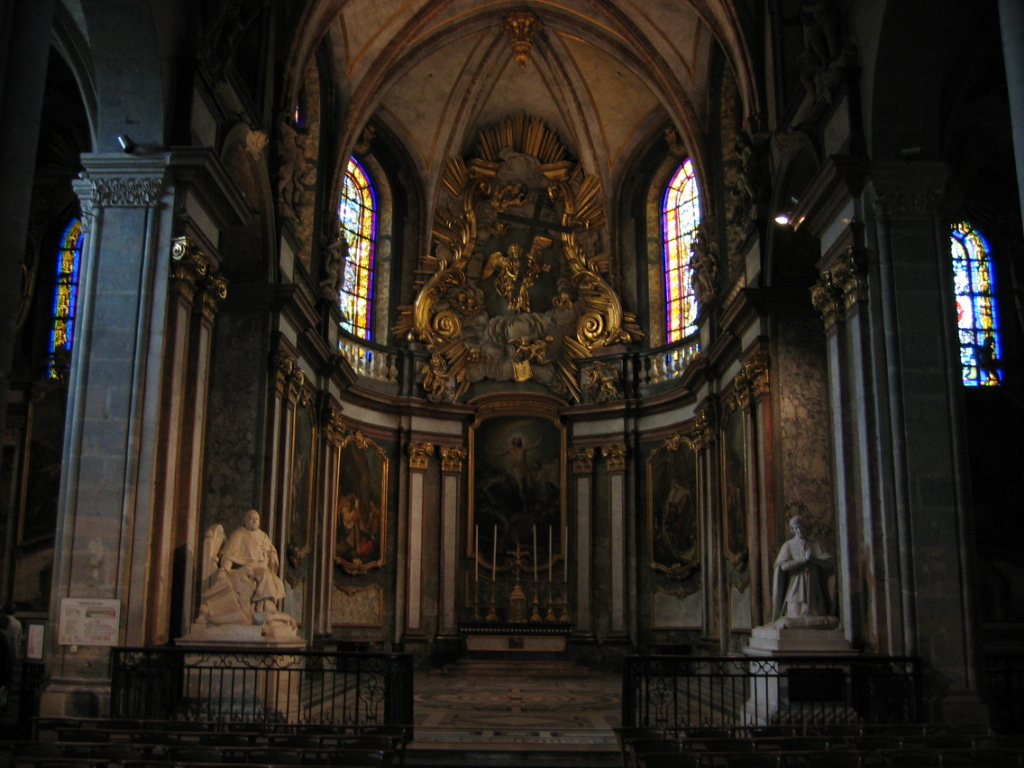
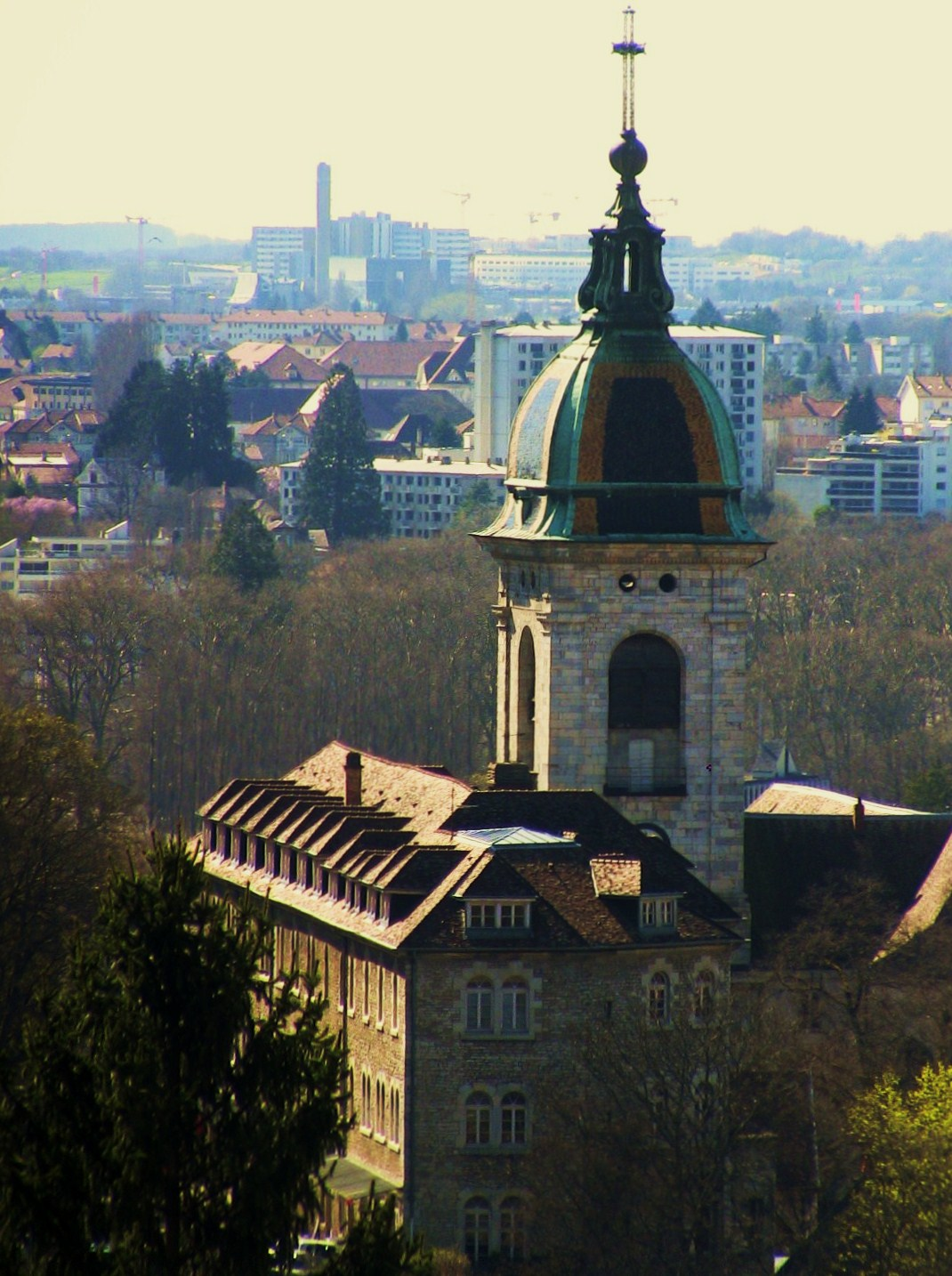